# Mundum (langue)
Le mundum est une langue des Grassfields du groupe ngemba (en) parlée  au Nord-Ouest du Cameroun à Mundum.